# Haras national de Lucina
Le haras de Lucina est un haras de la région de Bucovine en Roumanie. Il est spécialisé dans la sauvegarde du cheval de race Huçul.

## Géographie
Le haras de Lucina est situé sur le territoire de la commune de Moldova-Sulița, dans les Carpates orientales en Roumanie, à une altitude d'environ 1 500 m.

## Histoire
Le haras de Lucina est créé en 1865 dans le județ de Suceava sous l'autorité des Autrichiens, spécifiquement pour sélectionner des chevaux de race Huçul,. Durant l'époque autrichienne, Lucina sert à la fois de lieu d'élevage du cheval Huţul, et de pâturage d'été pour des juments d'autres races provenant du haras de Rădăuţi. Une réhabilitation des infrastructures est mise en place (routes, ponts, etc.) et des abris appropriés sont créés dans les montagnes pour les chevaux Huçul, afin qu'ils puissent être utilisés pendant l'hiver. Sur les pâturages, dans des endroits ombragés et près des ressources en eau, sont aménagés des cours où les chevaux peuvent passer la nuit.
En 1919, le gouvernement roumain achète une partie des chevaux Huçul du haras à l'Autriche, et réorganise l'élevage de ces chevaux à Lucina jusqu'en 1922.
Ce haras a mené des études sur le cheptel de la race Huçul pendant les années 1919 à 1955, couvrant six générations de chevaux, avec 160 juments et 340 jeunes chevaux.

## Missions
Ce haras héberge 60 juments et 5 étalons de race Huçul.